# سوئیس‌کام

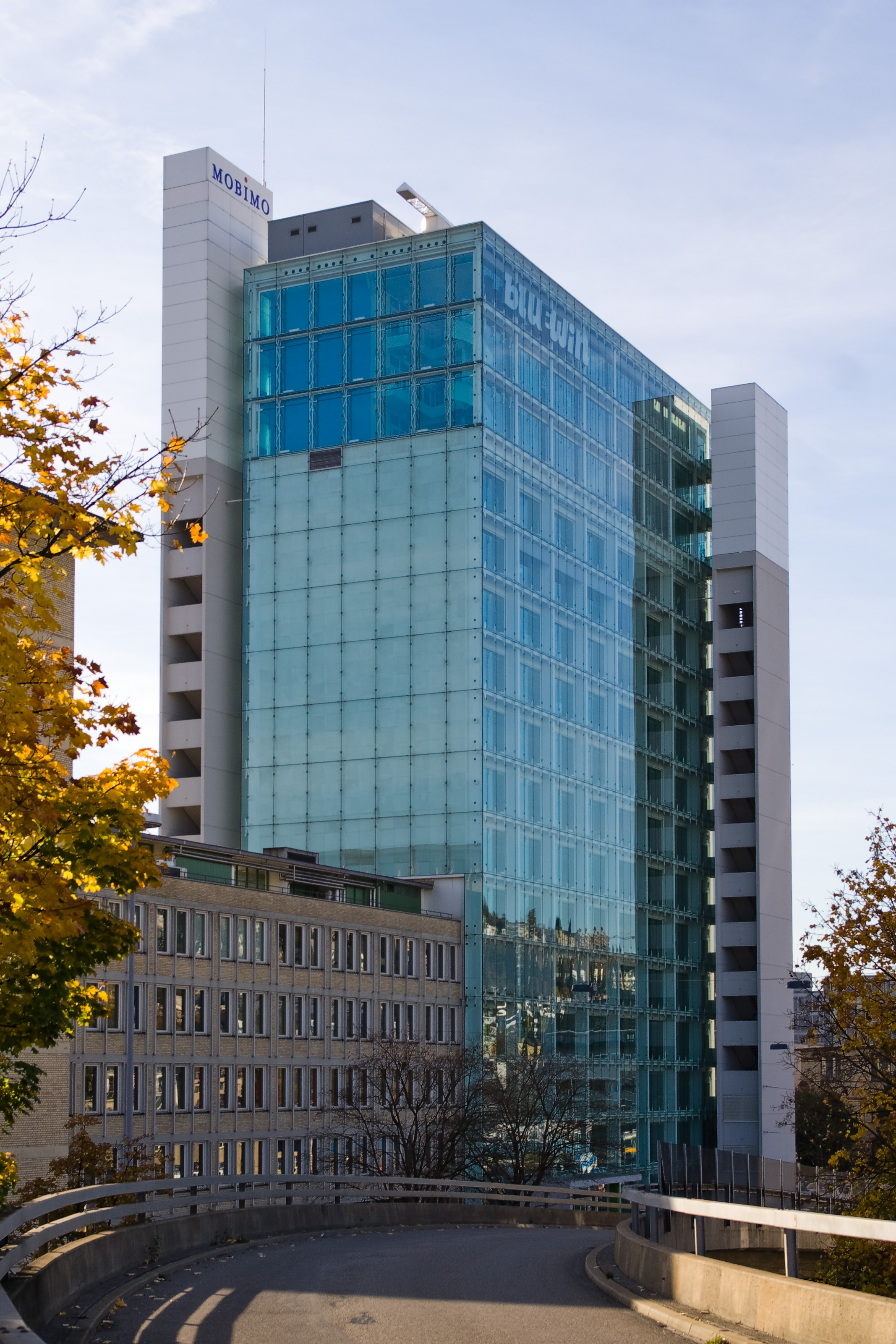
ساختمان اداری شرکت سوئیس‌کام در شهر زوریخ

سوئیس‌کام (به انگلیسی: Swisscom) بزرگترین شرکت مخابراتی سوئیس است، که ارائه‌دهنده طیف وسیعی از خدمات ارتباطاتی می‌باشد. این شرکت در زمینه ارائه خطوط تلفن ثابت، خدمات تلفن همراه، دسترسی به اینترنت و تلویزیون دیجیتال فعالیت می‌کند.
شرکت سوئیس‌کام به‌همراه سوئیس پست، در پی تفکیک شرکت دولتی پی‌تی‌تی در سال ۱۹۹۷ تأسیس شدند. در حال حاضر سوئیس‌کام یک شرکت عمومی محسوب می‌شود، ولی کماکان کنفدراسیون سوئیس مالک ۵۶ درصد از سهام این شرکت می‌باشد. دفتر مرکزی شرکت سوئیس‌کام در شهر ایتیژان، در نزدیکی شهر برن، سوئیس قرار دارد.